# Hypatima
Hypatima is een geslacht van vlinders uit de familie van de tastermotten (Gelechiidae).

## Soorten
- H. agriogramma (Meyrick, 1926)
- H. albogrisea (Walsingham, 1881)
- H. ammonura (Meyrick, 1921)
- H. anguinea (Meyrick, 1913)
- H. anthotypa (Meyrick, 1939)
- H. antiastis (Meyrick, 1929)
- H. antsianakella Viette, 1956
- H. apparitrix (Meyrick, 1921)
- H. aridella (Walker, 1864)
- H. arignota (Meyrick, 1916)
- H. artochroma Diakonoff, 1954
- H. attenuata (Meyrick, 1920)
- H. austerodes (Meyrick, 1918)
- H. balanaspis (Meyrick, 1929)
- H. baliodes (Lower, 1920)
- H. binummulata (Meyrick, 1929)
- H. brachyrrhiza (Meyrick, 1921)
- H. caryodora (Meyrick, 1913)
- H. cirrhospila (Meyrick, 1920)
- H. corynetis (Meyrick, 1913)
- H. cryptopluta Diakonoff, 1954
- H. cymoptila (Meyrick, 1929)
- H. cyrtopleura (Turner, 1919)
- H. demonstrata (Meyrick, 1920)
- H. dermatica (Meyrick, 1921)
- H. discissa (Meyrick, 1916)
- H. disposita (Meyrick, 1931)
- H. dissidens (Meyrick, 1913)
- H. ephippiastis (Meyrick, 1937)
- H. ericta (Meyrick, 1913)
- H. euchorda (Meyrick, 1923)
- H. euplecta (Meyrick, 1904)
- H. formidolosa (Meyrick, 1916)
- H. haligramma (Meyrick, 1926)
- H. harpophora (Meyrick, 1921)
- H. hetaeropsis (Meyrick, 1935)
- H. heterostigma Diakonoff, 1967
- H. hora (Busck, 1914)
- H. improba (Meyrick, 1913)
- H. indica (Walsingham, 1885)
- H. instaurata (Meyrick, 1921)
- H. iophana (Meyrick, 1913)
- H. isopogon (Meyrick, 1929)
- H. isoptila (Meyrick, 1913)
- H. isosema (Meyrick, 1921)
- H. isotricha (Meyrick, 1921)
- H. lactifera (Meyrick, 1913)
- H. lecticata (Meyrick, 1926)
- H. leptopalta (Meyrick, 1934)
- H. loxosaris (Meyrick, 1918)
- H. mancipata (Meyrick, 1913)
- H. mangiferae Sattler, 1989
- H. manjakatompo Viette, 1956
- H. melanecta (Meyrick, 1914)
- H. melanocharis (Meyrick, 1934)
- H. melanoplecta (Meyrick, 1914)
- H. meliptila (Meyrick, 1926)
- H. metaphorica (Meyrick, 1921)
- H. microgramma (Meyrick, 1920)
- H. mycetinopa (Meyrick, 1934)

- H. nigrogrisea Janse, 1949
- H. nimbigera (Meyrick, 1926)
- H. nodifera (Meyrick, 1929)
- H. obtruncata (Meyrick, 1923)
- H. orthomochla (Meyrick, 1932)
- H. orthostathma (Meyrick, 1921)
- H. parichniota (Meyrick, 1938)
- H. paroctas (Meyrick, 1913)
- H. particulata (Meyrick, 1913)
- H. perinetella Viette, 1956
- H. petrinopis (Viette, 1934)
- H. phacelota (Meyrick, 1913)
- H. pilosella (Walker, 1864)
- H. polemica (Meyrick, 1935)
- H. praemaculata (Meyrick, 1931)
- H. probolaea (Meyrick, 1913)
- H. procax (Meyrick, 1911)
- H. rhicnota (Meyrick, 1916)
- H. rhomboidella (Linnaeus, 1758) - zandlopermot
- H. sapindivora (Clarke, 1958)
- H. saxigera (Caradja, 1931)
- H. scopulosa (Meyrick, 1913)
- H. scotia (Turner, 1919)
- H. scriniata (Meyrick, 1913)
- H. silvestris (Meyrick, 1913)
- H. simulacrella (Meyrick, 1904)
- H. solutrix (Meyrick, 1911)
- H. sorograpta (Meyrick, 1931)
- H. spathota (Meyrick, 1913)
- H. sphenophora (Meyrick, 1904)
- H. stasimodes (Meyrick, 1931)
- H. stictocosma (Meyrick, 1920)
- H. subdentata Diakonoff, 1954
- H. sublectella (Walker, 1864)
- H. syncrypta (Meyrick, 1916)
- H. taphronoma (Meyrick, 1932)
- H. tenebrosa (Meyrick, 1920)
- H. tephroplintha (Meyrick, 1923)
- H. tephroptila (Meyrick, 1931)
- H. tessulata (Meyrick, 1921)
- H. tetragama (Meyrick, 1935)
- H. tetraptila (Meyrick, 1909)
- H. tonsa (Meyrick, 1913)
- H. toreuta (Turner, 1919)
- H. tortuosa (Meyrick, 1913)
- H. trachymorpha (Meyrick, 1927)
- H. trachyspila (Meyrick, 1933)
- H. triannulata (Meyrick, 1911)
- H. tricosma (Meyrick, 1933)
- H. verticosa (Meyrick, 1913)
- H. xerophanta (Meyrick, 1929)
- H. xylotechna (Meyrick, 1932)
- H. zesticopa (Meyrick, 1929)